# Bagsecg
Bagsecg,  Bægsecg o Bagsec era un caudillo vikingo citado en algunas fuentes como rey de Dinamarca tras el reinado de Horik II, gobernando el país desde 860 hasta su muerte el 8 de enero de 871. 
Según algunas citas, en 870 u 871 partió de Escandinavia a Inglaterra, encabezando el gran ejército de verano que ya había recorrido gran parte de la isla. Junto a Halfdan Ragnarsson fueron los caudillos vikingos que dirigieron la invasión del reino de Wessex. No obstante, murió en la batalla de Ashdown, luchando contra el ejército sajón al mando del hermano más joven del rey, el futuro Alfredo el Grande.

## Vida
Poco o casi nada se conoce de Bagsecg, pero es posible que fuera rey de Dinamarca tras la muerte de Horik II. Solo se encuentra citado en fuentes inglesas, pero en ninguna de las fuentes escandinavas conocidas. Existe la certeza de que sobrevivió en su tierra, ya que llegó a Inglaterra entre 870 y 871 encabezando una vasta fuerza armada vikinga conocida como el «gran ejército de verano», por lo que es más posible la fecha de 870. A principios de 871 se une a Halfdan Ragnarsson con el objetivo de atacar el reino de Wessex, en aquel entonces bastante vulnerable a las incursiones vikingas, capturando Berkshire y estableciendo su cuartel en la ciudad de Reading. El 4 de enero de 871, el joven Alfredo el Grande (todavía no era rey) intentó atacar su campamento, pero Bagsecg consiguió una gran victoria en la batalla de Reading infligiendo terribles pérdidas en el ejército de Alfredo.

## Muerte

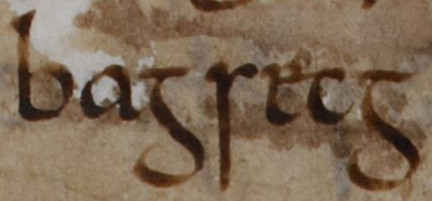
El nombre de Bagsecg tal y como aparece en la Crónica anglosajona (versión C, folio 131r de British Library Cotton MS Tiberius B I).

El 8 de enero de 871, ambas fuerzas se enfrentan en North Wessex Downs en Berkshire. Los vikingos estaban comandados por el mismo Bagsecg, más Halfdan y otros cinco jarls daneses. El ejército vikingo superaba en número a los sajones de Alfredo. La batalla determinó el destino de Wessex y su rey. El hermano mayor de Alfredo, el rey Etelredo I, estaba ocupado rezando en una iglesia, y renunció a luchar hasta la llegada de refuerzos. Dejó a Alfredo al mando, y la confrontación se produjo de forma muy cruenta. La batalla duró todo el día. Bagsecg murió con sus cinco jarls. Según la crónica anglosajona, a Bagsecg lo mataron a espada mientras Halfdan escapaba del campo de batalla con el resto del ejército hacia Reading. La batalla de Ashdown fue una victoria pírrica de los sajones por la carnicería y gran perdida de vidas.

## Legado
Bagsecg es más conocido y recordado en Berkshire, Inglaterra, por su lucha en Ashdown y repentina muerte y derrota. Hay una carencia de fuentes en general y no fue particularmente citado ni siquiera en su propia tierra, incluso durante la Era vikinga. Solo se conoce a Bagsecg como un vikingo que invadió y murió en Inglaterra. En aquel periodo, la mayoría de gente no sabía leer ni escribir.
Según el folclore de Berkshire, Bagsecg fue enterrado en Waylands Smithy y sus jarls en Seven Barrows, pero se considera falso, ya que Waylands Smithy corresponde a tiempos del Neolítico y Seven Barrows de la Edad de Bronce; pero si hubiera sido el caso, entonces Seven Barrows pudo utilizarse de nuevo como cementerio de tarde en tarde.
| Predecesor: Horik II | Rey vikingo de Dinamarca 860 – 871 | Sucesor: ¿? |